# María del Pilar Hurtado Montaño
María del Pilar Hurtado Montaño, (Puerto Tejada, Cauca, 1985-Tierralta, Córdoba, 2019) fue una destacada líder comunitaria y social colombiana que trabajaba por reivindicar los derechos de los desplazados y de las víctimas.
Su asesinato, ocurrido en el barrio de invasión 9 de agosto de Tierralta, alto Sinú, en el departamento de Córdoba, el 21 de junio de 2019, fue ampliamente difundido luego que se hiciera viral un vídeo de su hijo de nueve años, quien protagonizó escenas de dolor, sobre el cuerpo de su madre, luego que dos hombres motorizados acabaran con su vida.

## Activismo
La líder comunitaria llegó a la costa Caribe colombiana, junto a su pareja, Manuel del Cristo Berrío, a quien había conocido hacía 11 años en el Chocó, y a sus cuatro hijos, huyendo de las amenazas que había recibido en Puerto Tejada, Cauca, donde formaba parte de la Fundación de Víctimas Adelante con Fortaleza, Funviavor.
En ese lugar había denunciado la existencia de las denominadas ‘casas de pique’, lugares en los cuales los narcotraficantes y paramilitares, quienes habían hecho una alianza en la región, asesinaban, torturaban y desaparecían a la gente.
Llegó en el año 2016 en calidad de desplazada a Tierralta y empezó a trabajar como recicladora y a liderar la invasión de un asentamiento de 14 hectáreas, para garantizar vivienda a los desplazados y a los migrantes venezolanos. Ella se convirtió en la negociadora ante los dueños de esos predios, luego que fueran desalojados por la fuerza por un Escuadrón Móvil Antidisturbios.
El lote pertenecía a la familia del alcalde de Tierralta en 2019, Fabio Otero Avilez, quien fue suspendido por la Procuraduría General de la Nación por presuntas irregularidades en el control del orden público, relacionado justamente con la invasión de los lotes que habrían desencadenado el crimen de María del Pilar Hurtado.

## Amenazas
La líder social fue amenazada en un panfleto de  las Autodefensas Gaitanistas de Colombia (AGC), un grupo armado al margen de la ley que opera en los municipios de Tierralta, Montelíbano y Puerto Libertador.  Se referían a ella como ‘la mujer del chatarrero’ debido a que ambos se dedicaban al reciclaje. En el panfleto advertían que asesinarían a los invasores y ella se había convertido en la cabeza visible del proceso de invasión de un predio que quedaba justamente frente a su casa.
Las autoridades se encargaron de desmentir que la mujer que aparecía amenazada en el panfleto, que circuló la primera semana de junio de 2019, fuera ella. Sin embargo, su compañero y sus vecinos habían advertido el riesgo que podría correr, si seguía insistiendo en apropiarse del terreno de los particulares, pues ella era la vocera ante la administración municipal.

## Crimen
El crimen de María del Pilar Hurtado, ocurrido el 21 de junio de 2019, causó indignación en Colombia por un vídeo que fue grabado por un desconocido en el cual aparecía su hijo llorando sobre su cadáver.
Con relación a las causas de su muerte se tejieron varias hipótesis. La primera de ellas es que había sido perpetrada por las Autodefensas Gaitanistas de Colombia, que en la localidad de asocian con el denominado Clan del Golfo, debido a su acción social que pretendía buscar un lote para que las personas más necesitadas pudieran construir sus viviendas.
Aunque las autoridades trataron de desvirtuar que su muerte tuviera que ver con las invasiones, pocos días antes del crimen, María del Pilar Hurtado sostuvo una larga charla con su hijo mayor, de 14 años, y le dio indicaciones sobre cómo debía marchar  su hogar en caso de que ella muriera. Eso hace suponer al líder de derechos humanos, Andrés Chica, presidente de la Fundación Cordoberxia, que ella temía por su vida.
El hecho no se ha logrado esclarecer aún. Pese a que por orden del presidente de Colombia, Iván Duque, la Fuerza Pública adelantó operativos en la zona y el Consejo de Derechos Humanos se trasladó hasta el municipio de Tierralta con el fin de investigar el hecho, no se ha logrado esclarecer el crimen.
Debido a que el lote invadido por Hurtado era de propiedad del papá del entonces alcalde, Fabio Otero, el Ministerio Público decidió suspenderlo con el fin de evitar que pudiera interferir en el proceso. La decisión la tomó el órgano de control luego de analizar las medidas tomadas en un consejo de seguridad, realizado el 30 de mayo de 2019, en la cual había dado órdenes expresas a la Policía de desalojar el predio de su familia. Otero desmintió en forma categórica que su familia tuviera relación con el crimen de María del Pilar Hurtado y dijo que ellos habían logrado construir un patrimonio por más de 40 años sin necesidad de asesinar a nadie. Calificó el hecho como una jugada política para enlodarlo.
Luego del crimen, su cuerpo fue trasladado hasta Puerto Tejada, Cauca, donde fue sepultada en medio del rechazo por los asesinatos de líderes sociales en Colombia. Sus cuatro hijos también salieron de Córdoba y fueron dejados a cargo de su abuela materna, Juana Montaño.